# Metal aktywny
Metal aktywny – metal, który wypiera wodór z wody w warunkach normalnych, np. lit, cez, sód, potas, wapń, ponieważ wszystkie mają ujemny potencjał standardowy. Do metali aktywnych należą głównie pierwiastki leżące w pierwszej (litowce) i drugiej grupie (berylowce) układu okresowego poza berylem i magnezem (które wypierają wodór z wody w wyższej temperaturze).
Metali tych nie można otrzymać przez elektrolizę roztworu wodnego, ale przez elektrolizę stopionych soli.
Z powodu ujemnego potencjału standardowego metale aktywne (w szczególności o niskim potencjale standardowym) pełnią najczęściej rolę reduktora (choć mogą także pełnić rolę utleniacza, głównie te leżące blisko wodoru w szeregu napięciowym).
Wszystkie metale aktywne wypierają wodór z kwasów, co można zaobserwować podczas doświadczenia w postaci uwalniania się bezbarwnego, palnego gazu, jakim jest wodór, lecz nie wszystkie metale wypierające wodór z kwasów wypierają go także z wody, np. cynk.
Przeciwieństwem pojęcia metale aktywne jest pojęcie metale szlachetne.